# Carl Gamradt
Carl Ludwig Adolf Gamradt, né le 26 octobre 1810 à Königsberg et mort le 5 juin 1860 à Pillupönen (de), est un fonctionnaire et homme politique prussien. Il est membre du Parlement de Francfort en 1849 et de la Chambre des représentants de Prusse de 1849 à 1860.

## Biographie
Fils de Christian Ludwig Gamradt, conseiller judiciaire municipal (Stadtjustizrat), Carl Gamradt est né le 26 octobre 1810 à Königsberg en Prusse-Orientale. À partir de 1829, il étudie le droit à l'université de Königsberg. En 1839, il se marie et entre au tribunal régional et municipal de Ragnit comme assesseur. Par la suite, en 1841, il est nommé administrateur (de) de l'arrondissement de Stallupönen et, en 1842, devient propriétaire du domaine de Pillupönen (de) dans ce même arrondissement. Il conserve ces deux positions jusqu'en 1860.
En 1849, Gamradt remplace Gustav von Saltzwedel au Parlement de Francfort en tant que député de la 5e circonscription de la province de Prusse, représentant l'arrondissement de Gumbinnen. Prenant ses fonctions le 11 avril, il ne rejoint aucun groupe parlementaire, bien qu'il vote avec le centre-droit, et quitte rapidement le Parlement le 30 mai. Cette même année, il est élu député à la Chambre des représentants de Prusse où il demeure jusqu'en 1860, siégeant d'abord avec la gauche puis avec la fraction Mathis à partir de 1859.
Il meurt le 5 juin 1860 à Pillupönen, à 49 ans. 